# Boliwia na Letnich Igrzyskach Olimpijskich 1984
Boliwię na Letnich Igrzyskach Olimpijskich 1984 reprezentowało 11 zawodników, 10 mężczyzn i 1 kobieta.

## Boks
Mężczyźni
- René Centellas
  - Waga musza – 17. miejsce

## Judo
Mężczyźni
- Edgar Claure
  - Waga półlekka – 20. miejsce

## Lekkoatletyka
Mężczyźni
- Juan Camacho
  - Maraton – 38. miejsce

- Osvaldo Morejón
  - Chód na 20 km – 36. miejsce
  - Chód na 50 km – nie ukończył

Kobiety
- Nelly Chávez
  - Maraton – 42. miejsce

## Szermierka
Mężczyźni
- Saul Mendoza
  - Floret indywidualnie – 50. miejsce
  - Szpada indywidualnie – 58. miejsce

## Strzelectwo
Mężczyźni
- Víctor Hugo Campos
  - Trap – 57. miejsce

- Javier Asbun
  - Trap – 62. miejsce

- Luis Gamarra
  - Skeet – 56. miejsce

- Mauricio Kattan
  - Skeet – 64. miejsce

## Zapasy
Mężczyźni
- Leonardo Camacho
  - do 62 kg – nie ukończył